# Valvatus
Valvatus eller Iso-Valvatus är en sjö i Finland. Den ligger i kommunen Jorois i landskapet Norra Savolax, i den södra delen av landet, 270 km nordost om huvudstaden Helsingfors. Valvatus ligger 78,2 meter över havet. Arean är 3,03 kvadratkilometer och strandlinjen är 19,62 kilometer lång. Sjön  ingår i Vuoksens huvudavrinningsområde.   I omgivningarna runt Valvatus växer i huvudsak blandskog.
Följande samhällen ligger vid Valvatus:
- Jorois (5 536 invånare)